# Résolution 1564 du Conseil de sécurité des Nations unies
Membres permanents
- Chine
- États-Unis
- France
- Royaume-Uni
- Russie

Membres non permanents
- Algérie
- Allemagne
- Angola
- Bénin
- Brésil
- Chili
- Espagne
- Pakistan
- Philippines
- Roumanie

Résolution no 1563 Résolution no 1565
La résolution 1564 du Conseil de sécurité des Nations unies, adoptée le 18 septembre 2004, après avoir rappelé les résolutions 1502 (2003), 1547 (2004) et 1556 (2004), a menacé d'imposer des sanctions contre le Soudan s'il ne respectait pas ses obligations concernant le Darfour, et une enquête internationale a été ouverte pour enquêter sur les violations des droits de l'homme dans la région.
La résolution, parrainée par l'Allemagne, la Roumanie, le Royaume-Uni et les États-Unis, a été adoptée par 11 voix pour, aucune contre et quatre abstentions de l'Algérie, de la Chine, du Pakistan et de la Russie, qui ont exprimé des réserves quant à la menace de sanctions. Ce fut la première fois qu'une résolution du Conseil de sécurité invoquait la Convention pour la prévention et la répression du crime de génocide en établissant une enquête internationale.

## Résolution

### Préambule
Saluant les progrès réalisés en matière d'accès humanitaire, le Conseil de sécurité s'est dit préoccupé par le fait que le gouvernement soudanais n'avait pas rempli ses engagements au titre de la résolution 1556. Il a salué l'engagement de l'Union africaine dans la résolution de la situation dans la région du Darfour et la levée des restrictions sur la fourniture de l'aide humanitaire par le gouvernement soudanais. Le gouvernement et les rebelles ont été invités à autoriser l'acheminement sans entrave de l'aide humanitaire, y compris à travers les frontières soudanaises avec la Libye et le Tchad.
Le préambule de la résolution exprime l'inquiétude du Conseil face au manque de progrès en matière de sécurité et de protection des civils, du désarmement des Janjaweed et de traduction en justice des responsables de violations des droits de l'homme et du droit international humanitaire. Il a rappelé la responsabilité première du gouvernement soudanais de protéger les civils sous sa responsabilité, de respecter les droits de l'homme et de maintenir l'ordre public. Dans le même temps, le Mouvement pour la justice et l’égalité (MJE) et l'Armée de libération du Soudan (ALS) devaient également respecter les droits de l’homme.
Il a souligné que la solution ultime à la crise au Darfour était le retour des réfugiés et des personnes déplacées à l'intérieur du pays, le Conseil exprimant sa détermination à mettre fin aux souffrances de la population du Darfour.

### Dispositions
Agissant en vertu du chapitre VII de la Charte des Nations unies, le Conseil a déclaré que le gouvernement du Soudan n'avait pas respecté ses engagements, exprimant sa préoccupation face aux attaques d'hélicoptères et aux assauts de la milice Janjaweed contre des villages du Darfour. Il s'est félicité de l'intention de l'Union africaine de renforcer sa mission de surveillance au Darfour et a exhorté tous les États membres à soutenir ces efforts. Toutes les parties concernées ont été appelées à parvenir à un règlement politique sous les auspices de l'Union africaine, le gouvernement et l'Armée populaire de libération du Soudan (APLS) étant invités à conclure un accord de paix global. Le gouvernement doit en particulier mettre fin à l'impunité au Darfour et traduire en justice les responsables de violations généralisées des droits humains. Les noms des personnes arrêtées pour de tels abus devaient être soumis à l'Union africaine.
La résolution exigeait que tous les groupes armés et forces rebelles mettent fin aux violences dans la région du Darfour, tandis que le gouvernement était appelé à s'abstenir d'effectuer des vols militaires au-dessus de la région conformément à l'accord de cessez-le-feu humanitaire du 8 avril. Parallèlement, le secrétaire général Kofi Annan a été prié de créer une commission d'enquête internationale pour enquêter sur les violations des droits de l'homme et du droit humanitaire au Darfour, y compris la perpétration du crime de génocide, par toutes les parties, et en identifier les auteurs. Les pays ont été invités à apporter de généreuses contributions aux efforts humanitaires en cours au Darfour et au Tchad.
Enfin, le Conseil a averti qu'en cas de non-respect par le gouvernement soudanais des exigences de la résolution 1556 ou de la résolution actuelle, des mesures supplémentaires seraient imposées en vertu de l'article 41 de la Charte des Nations unies, relatives aux restrictions contre son secteur pétrolier et les déplacements des représentants du gouvernement soudanais. Le secrétaire général, dans ses rapports sur la situation, était tenu de rendre compte des progrès (ou de l'absence de progrès) réalisés par le gouvernement soudanais face aux exigences du Conseil de sécurité et des efforts déployés pour parvenir à un accord de paix.

## Voir également
- Mission de l'Union africaine au Soudan
- Mission conjointe des Nations unies et de l'Union africaine au Darfour
- Mission des Nations unies au Soudan
- Guerre au Darfour
- Résolution 2138 du Conseil de sécurité des Nations unies